# Naltrexona/bupropión
La naltrexona/bupropión, vendido bajo la marca Contrave entre otros. Es un medicamento combinado que se usa para tratar la obesidad junto con dieta y ejercicio. Hasta un 30 % más de personas pierden al menos un 5 % del peso corporal con el uso. tal uso; sin embargo, no se recomienda en el Reino Unido. Se toma por boca.
Los efectos secundarios más comunes son náuseas, estreñimiento, mareos, problemas para dormir, sequedad de boca y dolor de cabeza. Otros efectos secundarios pueden ser suicidio, psicosis, convulsiones, hipertensión arterial y problemas hepáticos. No se recomienda su uso durante el embarazo. Contiene naltrexona, un antagonista opiáceo, y bupropión, un antidepresivo aminocetónico.
En septiembre de 2014, una formulación de liberación sostenida del fármaco fue aprobada para su comercialización en Estados Unidos bajo el nombre de marca Contrave. La combinación fue posteriormente aprobada en la Unión Europea en la primavera de 2015, donde se vende bajo el nombre de Mysimbay Canadá bajo el nombre de marca Contrave en 2018. En los Estados Unidos cuesta 330 USD por mes a partir de 2021 mientras que en Canadá es alrededor de 350 CAD a partir de 2022. Esta cantidad en el Reino Unido cuesta alrededor de 78 libras esterlinas.

## Usos médicos
Cada tableta de Contrave contiene 8 mg de naltrexona y 90 mg de bupropión. Una vez alcanzada la dosis completa (después de 4 semanas de administración), la dosis total de Contrave para el sobrepeso u obesidad es de dos tabletas dos veces al día o 32 mg de naltrexona y 360 mg de bupropión por día.
La naltrexona/bupropión está indicada, como complemento a una dieta baja en calorías y a la actividad física aumentada, como medicamento antiobesidad para el manejo del peso en adultos con un Índice de masa corporal (IMC) inicial de:
- 30 kg/m2 (obeso), o[7][12]
- 27 kg/m2 a < 30 kg/m2, (sobrepeso) en presencia de una o más comorbilidades relacionadas con el peso, como diabetes tipo 2, dislipidemia o presión arterial alta controlada[7][12]